# Gymnostachyum coriaceum
Gymnostachyum coriaceum là một loài thực vật có hoa trong họ Ô rô. Loài này được Imlay mô tả khoa học đầu tiên năm 1939.